# Acrotretida
Die Acrotretida sind eine ausgestorbene Ordnung der Armfüßer aus dem Unterstamm der Linguliformea.

## Merkmale

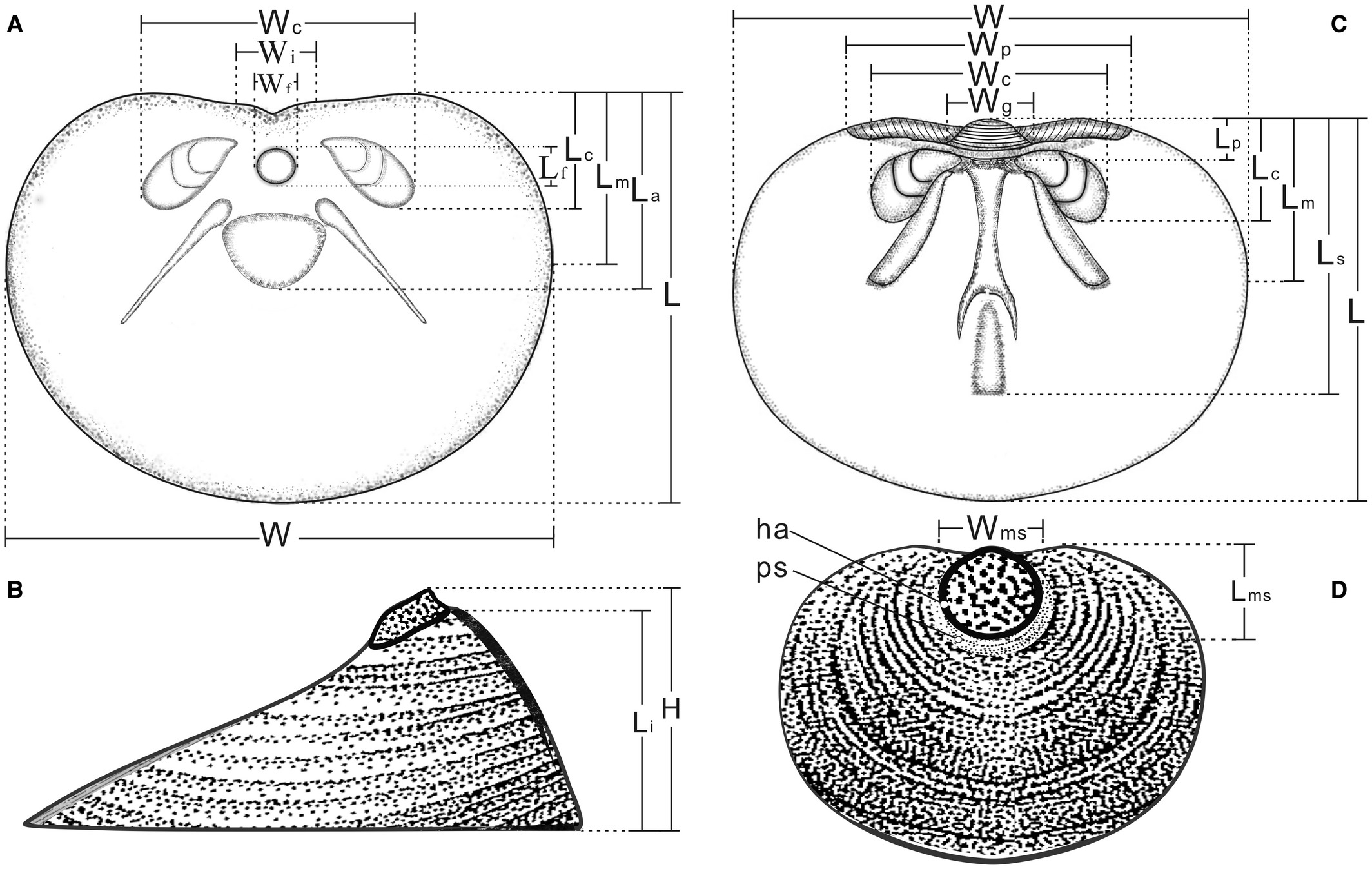
Innere und äußere Schalenmerkmale am Beispiel von Eohadrotreta zhenbaensis. Aus Zhang et al., 2018

Die Beschreibung erfolgt, sofern nicht anders angegeben, in Anlehnung an Holmer & Popov, 2000. Unter Anführungszeichen stehende Buchstaben und Abkürzungen beziehen sich auf die Skizzen von Eohadrotreta zhenbaensis in der Abbildung weiter unten.

### Äußere Form der Schalen und Internstruktur
Die Acrotretida sind eine Ordnung von kleinwüchsigen bis winzigen, schloßlosen („inartikulaten“) Brachiopoden. Die Schalendurchmesser liegen meist in der Größenordnung von 1–2 mm. Nur wenige Formen erreichen Schalendurchmesser von maximal 5 mm. Sowohl die Dorsal- („C“, „D“) als auch die Ventralklappe („A“, „B“) sind nach außen gewölbt (bikonvex), wobei die Wölbung der Ventralklappe (Stielklappe) in der Regel stärker ausgeprägt ist (ventribikonvex). In den meisten Fällen ist die Wölbung der Ventralklappe so stark ausgeprägt, dass sie eine tütenartige, konische bis subkonische Form annehmen. Die Schalen der Larvenstadien („ms“) sind mit einem Durchmesser <0,3 mm relativ klein und weisen eine charakteristische Mikroornamentierung aus zahlreichen kreisrunden Grübchen auf. Bei den verwandten Lingulida liegen die Schalendurchmesser der Larven in der Regel bei >0,3 mm
Das Stielloch (Foramen – „f“) liegt apikal, an der Spitze der konischen Ventralklappe.
Die Schale war, wie bei allen Vertretern der Linguliformea, organophosphatisch, das heißt, sie bestand aus Fluorapatit in einer organischen Matrix aus Glykosaminoglykanen, β-Chitin und Proteinen. Die Feinstruktur der Schalen wird als „columnar“ beschrieben; einzelne, durch die organische Matrix von einander getrennte Apatit-Lamellen werden durch senkrecht zwischen den Lamellen stehende „Säulen“ (engl. „columns“) aus Apatit miteinander verbunden. Die Säulen haben einen Durchmesser von 1,5–5 μm und werden entlang der Längsachse von einem dünnen Kanal durchzogen, so dass sich eine winzige Pore bildet, die mehrere Schichten der Schale durchlaufen kann. Diese Schalenstruktur scheint typisch für Vertreter der Acrotretidea zu sein, tritt aber nicht ausschließlich nur innerhalb dieser Ordnung auf. Die Schalenstruktur der Acrotretida unterscheidet sich damit signifikant von der der meisten anderen Vertreter der Linguliformea, bei denen die Apatit-Pfeiler zwischen den Lamellen nicht senkrecht, sondern wechselweise schräg zu diesen stehen und somit ein annähernd X-förmiges Muster bilden („baculate Schalenstruktur“). Die einzige Ausnahme von dieser Regel scheinen die Vertreter der Curticiidae innerhalb der Acrotretida zu bilden. Bei dieser Familie wird die Schale sowohl von columnaren als auch von baculaten Strukturbereichen aufgebaut.

### Innere Schalenmerkmale
Eine scharnierartige Verbindung („Schloß“) zwischen den beiden Klappen ist, wie bei allen Vertretern der Linguliformea nicht vorhanden. Die beiden Schalenklappen wurden lediglich durch die Muskulatur des Weichkörpers zusammengehalten. Das Muskelsystem der Acrotretida unterscheidet sich allerdings markant von dem anderer Vertreter der Linguliformea. In der Ventralklappe liegt eine paarige Haupt-Muskelansatzstelle („ventral cardinal scars“ – „c“) an der posterioren Seite der Schale. Eine weitere prominente Muskelansatzstelle liegt an einem Fortsatz („apical process“ – „a“) nahe der Spitze der Ventralklappe unmittelbar vor dem Stielloch („f“).
Die Dorsalklappe (Armklappe) weist an der Innenseite („C“) in der Regel ein dreieckiges Medianseptum („s“) auf. Die paarigen Haupt-Muskelansatzstellen („c“) liegen nahe der Pseudo-Interarea („p“).

## Zeitliche und geographische Verbreitung
Die frühesten Vertreter der Acrotretida tauchen relativ spät in der offiziell noch namenlosen „Stufe 3“ („2. Serie“ des Kambriums) auf. Die „Stufe 3“ entspricht im Wesentlichen dem Atdabanium der regionalen chronostratigraphischen Gliederung Sibiriens und in der Fachliteratur wird häufig informell das späte Atdabanium als frühestes Auftreten der Acrotretida angegeben. Zu den frühesten Vertretern der Ordnung zählt unter anderem Eohadrotreta aus der Shuijingtuo Formation in der chinesischen Provinz Shaanxi.
Diese frühen Acrotretida des Kambriums lassen sich in der Regel den Familien der Acrotretidae oder der Ceratretidae zuordnen. Die meisten anderen Familien treten erst ab dem obersten Kambrium oder dem untersten Ordovizium in Erscheinung. Zwei Familien, die Ceratretidae und die Curticiidae waren mit Ende des Kambriums bereits wieder ausgestorben. In der zweiten Hälfte des Kambriums stellte die Ordnung allerdings die bedeutendste Gruppe der Brachiopoden mit zahlreichen weltweit vorkommenden Gattungen.
Zwei weitere Familien, die Ephippelasmatidae und die Eoconulidae, fielen dem Ordovizischen Massenaussterben im Rahmen der Anden-Sahara-Eiszeit gegen Ende des Ordoviziums (Hirnantium) zum Opfer. Nur die Familien der Acrotretidae, Scaphelasmatidae, Torynelasmatidae und Biernatidae überstanden die globale Krise als Lazarus-Taxa mit stark reduzierter Anzahl an Arten und Gattungen. Lediglich die Biernatidae lassen sich bis ins Mittlere, möglicherweise sogar bis ins Obere Devon nachweisen.

## Systematik
Die hier wiedergegebene Systematik folgt, sofern nicht anders angegeben, dem Treatise on Invertebrate Paleontology beziehungsweise der Arbeit von Alwyn Williams et al., 1996.

### Äußere Systematik
Die Acrotretida bilden gemeinsam mit den ebenfalls ausgestorbenen Siphonotretida und den Lingulida, der auch die rezente Gattung Lingula angehört, die Klasse der Lingulata. Zusammen mit der ausgestorbenen Klasse der Paterinata bilden die Lingulata den Unterstamm der Linguliformea, welcher innerhalb der Brachiopoda den Craniiformea und den Rhynchonelliformea gegenüber steht.

### Innere Systematik
Die Ordnung der Acrotretida umfasst nur eine Überfamilie (Acrotretoidea) aus 8 Familien mit insgesamt mindestens 76 Gattungen. Dazu kommen noch drei weitere Gattungen incertae sedis. Aus Gründen der Übersichtlichkeit werden hier nur die untergeordneten Taxa der Typusgattung Acrotreta und die Typusart Acrotreta subconica mit aufgelistet.
- Überfamilie Acrotretoidea Schuchert, 1893[14]
  - Familie Acrotretidae Schuchert, 1893 (Typusfamilie)
    - Gattung Acrotreta Kutorga, 1848 (Typusgattung)
      - Art Acrotreta subconica Kutorga, 1848 (Typusart)

  - Familie Scaphelasmatidae Rowell, 1965[15]
  - Familie Torynelasmatidae Rowell, 1965
  - Familie Ephippelasmatidae Rowell, 1965
  - Familie Biernatidae Holmer, 1989[5]
  - Familie Ceratretidae Rowell, 1965
  - Familie Eoconulidae Rowell, 1965
  - Familie Curticiidae Walcott & Schuchert, 1908[16]

Die Zuordnung der Curticiidae zu den Acrotretida wurde später allerdings, insbesondere auch wegen der abweichenden Schalenstruktur, in Zweifel gezogen.

## Palökologie
Die Acrotretida waren, wie alle Vertreter der Armfüßer, Filtrierer, die nach einem planktonischen Larvenstadium weitgehend sessil lebten. Wegen der geringen Schalengröße von meist nur wenigen Millimetern vermutet Michael G. Bassett, 1984 für die adulten Tiere ein Leben im Sandlückensystem, ähnlich der rezenten Gattung Gwynia, die nicht näher mit den Acrotretida verwandt ist.
Michal Mergl und Stanislava Vodrážková diskutieren 2012 am Beispiel der Gattung Opsiconidion aus dem Unteren bis Mittleren Devon der Prager Mulde drei mögliche Lebensweisen; als Semi-Infauna halb im feinkörnigen Sediment eingegraben, im Sandlückensystem grobkörnigerer Sedimente oder als Epiplankton angeheftet etwa an im Wasser treibendem Seetang. Die beiden Autoren bevorzugen letztere Interpretation, betonen allerdings auch, dass ein direkter Fossilbeleg dafür fehlt.
Funde aus der Chengjiang-Faunengemeinschaft zeigen Acrotretiden der Art Kuangshanotreta malungensis allerdings als Epizoen („Aufsitzertiere“) auf der tangförmigen Alge Malongitubus kuangshanensis. Ein ähnlicher Befund liegt für Acrothyra gregaria aus den Burgess-Schiefern in Zusammenhang mit dem Coeloscleritophoren Chancelloria eros oder dem Hornkieselschwamm Pirania muricata vor und 2005 beschrieben Holmer et al. aus dem unteren Ordovizium von Utah eine Massenansammlung von Ottenbyella ibexiana in Zusammenhang mit einer Konzentration an Schwammnadeln, die möglicherweise eine ähnliche palökologische Beziehung andeutet.
Möglich ist allerdings auch, dass sich verschiedene Vertreter der Acrotretida an unterschiedliche Lebensweisen angepasst haben.